# Psychologia eksperymentalna
Psychologia eksperymentalna – została zapoczątkowana przez, nazywanego „ojcem psychologii”, Wilhelma Wundta w 1879 roku. Traktuje ona psychologię jako naukę przyrodniczą, która powinna być badana metodami doświadczalnymi. Termin ten oznacza raczej specyficzne podejście metodologiczne niż odrębny dział wiedzy. Początkowo dziedzina ta ograniczała się do podstawowych badań eksperymentalnych nad takimi zagadnieniami jak uczenie się i warunkowanie, wrażenia i spostrzeganie, motywacja i emocje. Obecnie psychologowie eksperymentalni pracują zarówno z ludźmi jak i ze zwierzętami, przeprowadzając z nimi eksperymentalne badania laboratoryjne zmierzające do sformułowania ogólnych praw psychologii, dotyczących nie tylko jednego gatunku. Koncentrują się oni na wpływie zmienności bodźców (zob. bodziec w fizjologii, bodziec w psychologii, bodziec w behawioryzmie, bodziec podprogowy) na reakcję – zob. m.in. zachowanie, reakcja upozorowana, reakcja warunkowa, reakcja sprawcza. Celem takich badań jest m.in. identyfikowanie warunków bodźcowych, w których różne jednostki zachowują się podobnie.